# Fulgence Raymond

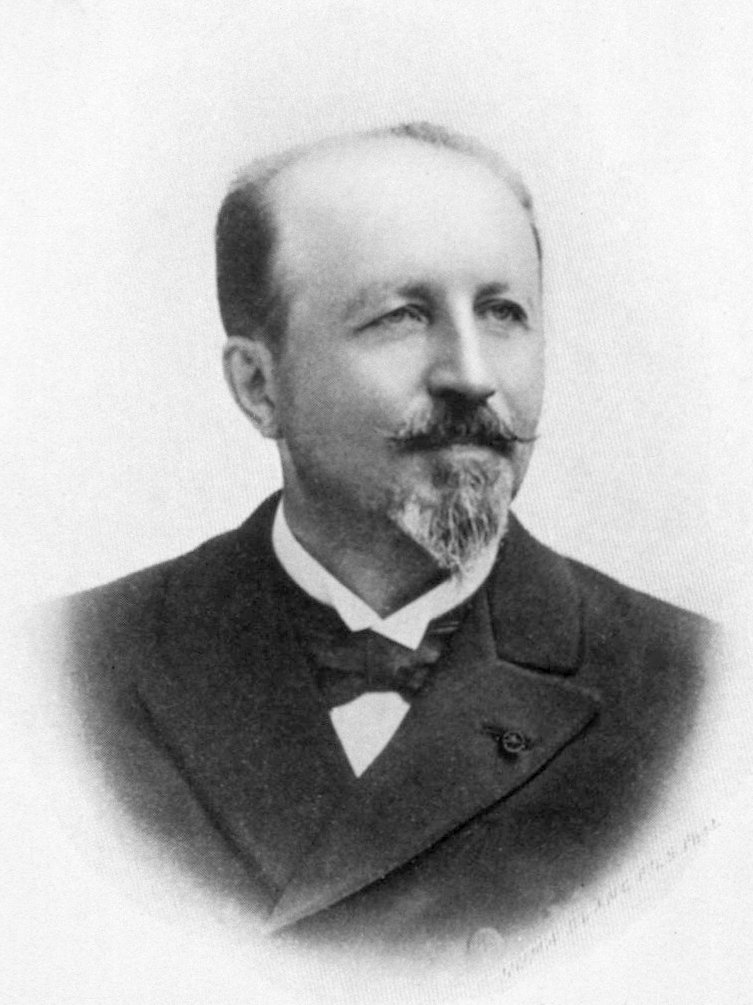
Fulgence Raymond

Fulgence Raymond (ur. 29 września 1844 w Indre i Loara, zm. 28 września 1910) – francuski neurolog. 
Początkowo uczył się na weterynarza; potem podjął studia medyczne, uczył się m.in. u Alfreda Vulpiana w Paryżu. W 1894 roku zastąpił Jeana Martina Charcota na katedrze neurologii w Paryżu; pozostał na tym stanowisku do śmierci w 1910 roku. Jego współpracownikami byli m.in. Józef Babiński, Gheorghe Marinescu i Pierre Marie. Uczniem Raymonda był radiolog Jean-Athanase Sicard.
Raymond zajmował się m.in. jamistością rdzenia, zapaleniami nerwów, schorzeniami rdzenia kręgowego, porażeniem postępującym. Razem z Pierre'em Janetem badał nerwice i schorzenia psychosomatyczne; wspólnie napisali monografię „Névroses et idées fixes and Les obsessions et la psychasthénie”.